# Barrio ADINA
Los barrios ADINA I y ADINA II son conjuntos habitacionales ubicados en la zona norte del distrito Perdriel, Departamento Luján de Cuyo, Provincia de Mendoza, Argentina. Se encuentran próximos al río Mendoza, en los alrededores de la calle San Martín que vincula Perdriel con Luján de Cuyo. Representan un avance del Gran Mendoza sobre el distrito de Perdriel, aunque ediliciamente representan un continuo con cierta diferenciación de la localidad de Pedriel, mientras que el río Mendoza la separa del Gran Mendoza.
En la zona hay infraestructura de cloacas.